# Literatura amaziga

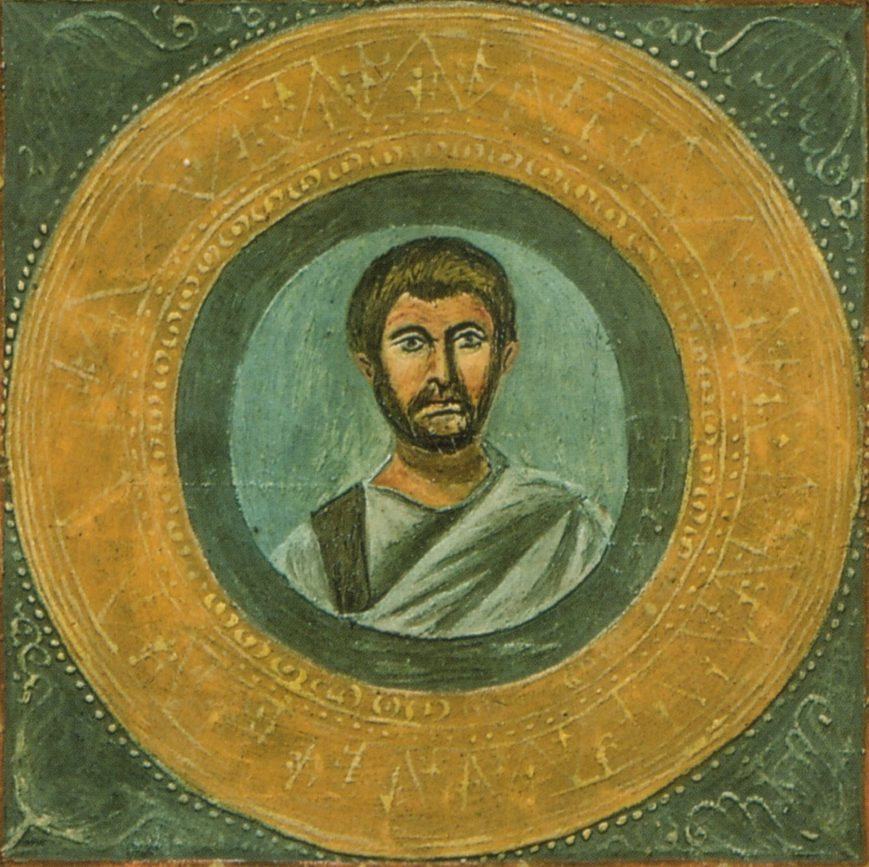
Terenci és poeta i també traductor amazic de l'antiguitat, autor de la frase «Res humà no m’és estrany»

La literatura amaziga o literatura berber és el conjunt de produccions literàries que sorgeixen i es transmeten oralment entre els pobles amazics.

## Llengua
La literatura amaziga inclou totes les produccions literaries escrites i orals fetes pel poble amazic. L'amazic és un conjunt de parlars del nord d'Àfrica, de la família afroasiàtica o camitosemítica. La parlen uns 12 milions de persones (els imazighen, és a dir els amazics), principalment al Marroc i Algèria, però també a petites «illes» a Mauritània, Burkina Faso, Mali, Níger, Tunísia, Líbia, Txad i Egipte. El guanxe canari també és considerat un dialecte de l'amazic. El nom berber té el mateix origen que la paraula bàrbar —de barbaroi, significat que els Grecs de l'Àtica designaven als estrangers que al parlar els sonava que emetien l'onomatopeia bar, bar, bar (equivalent al 'bla-bla' d'avui dia quan no s'entén quelcom parlat)—; per això els amazics demanen que el seu idioma es digui tamazight, com ells en diuen, tot i que a Catalunya s'ha consolidat la forma amazic.
Al començament s'escrivia amb un alfabet (abjad) propi, el tifinagh, derivat de l'antic libipúnic, i conservat pels tuaregs. Aquest va ser gradualment substituït (però mai no del tot) per, primer i durant poc temps, l'alfabet llatí i, després, per l'alfabet àrab. Al segle xx, s'ha recuperat l'alfabet llatí, tot i que ara hi ha una revifalla del tifinagh.
Encara que la llengua oficial a l'escola sigui l'àrab, al carrer es parla una barreja d'àrab i amazic. El fet que els amazics visquin en zones aïllades entre si, la forta arabització lingüística i cultural de moltes àrees tradicionalment amazigues, i que alguns d'ells siguin nòmades (els tuaregs), ha afavorit la dispersió dels dialectes de l'amazic (o llengües amazigues).
Amb la islamització dels amazics i la invasió de tribus àrabs, l'amazic ha hagut de competir amb desigualtat amb l'àrab. Car, l'àrab clàssic, com a llengua de l'Alcorà, es considerava una llengua sagrada. A més a més, després de la independència dels països del nord d'Àfrica, l'àrab fou adoptat com a llengua d'estat, però l'amazic continuà marginat.
Des de la sagnant revolta popular de la Cabília el 1980, causada per una suspensió del govern d'una conferència sobre poesia amaziga, el moviment amazic assolí unes dimensions polítiques i supranacionals. El 1994, Hassan II decidí introduir l'amazic a l'escola primària. Però aquesta decisió mai no va arribar a fer-se realitat. El 2001, Mohammed VI creà l'Institut Reial de la Cultura Amaziga, els objectius del qual eren normalitzar l'amazic i promoure'l.
Actualment, l'amazic s'estudia a 300 escoles, sobretot a les zones amazigoparlants o amazigòfones, i existeixen noticiaris televisius parlats en les tres varietats marroquines. Des del 2011 és llengua oficial al Marroc.
L'ordre típic de la frase és verb, subjecte, objecte. Les paraules poden tenir diverses arrels, que es combinen per crear significats més amplis. La t inicial és la marca del femení, com al nom de la llengua tamazight, femení d'amazight.

## Historia i composició literaria
Algunes de la fonts històriques situen a l'Àfrica del Nord les primeres manifestacions de manuscrits en amazic, en el segle ix de la nostra era, els quals tractaven essencialment dels fonaments de l'islam. Eren adaptacions d'obres, importants en aquell moment, com ara el Mukhtar de Khlil, un compendi de dret malaquita molt conegut, o també el poema d'Al-Busri «Al burda» que actualment encara s'utilitza com a cant fúnebre. El conte en la societat amaziga és generalment de tipus fantàstic i meravellós. Ple d'ogres i ogresses, i l'espai que ocupa és el del món rural. En la poesia hagiogràfica, anomenada tiqsidin -llargs poemes- lloen els sants musulmans, i també pertanyen al període recent de la literatura amaziga. Malgrat això, no existeix una literatura uniforme i comuna a tots els amazics, així i tot, com s'ha descrit, es pot observar que el mode de producció d'aquesta literatura es pot mostrar en forma de contes, faules d'animals i narracions. La producció literària més original seria aquesta poesia amb principalment temes d'amor i de guerra, testimoniada des de temps antic i sovint amb acompanyament musical. Existeix també com els trobadors de l'edat mitjana, un grup de poetes anomeants imdyazen que recorrerien els territoris entonant versos i poemes. Entre els tuaregs abunda el gènere èpic, recitat generalment durant les reunions (ahal) del capvespre.

### Traducció
La traducció ha esdevingut una tècnica per donar a conèixer gran part de la literatura amaziga al món i viceversa, per donar a conèixer als pobles amazigs obres literaries de la resta del món:
Hi ha hagut traduccions d'obres importants com l'Alcorà. La primera traducció la feu Ibn Turmet cap al segle xii, seguida per la dels Berghouata. Pel que fa a l'àmbit religiós, la traducció completa de l'Alcorà ha estat editada a Algèria per Remdan At Mensour i al Marroc per Hocine Djouhadi. El 1998, el doctor Kamal Nait-zerrad publicà una traducció parcial de l'Alcorà amb intervenció sobre la llengua, contràriament a les altres dues. La seva obra va dirigida, de manera essencial, als científics i als lingüistes. S'han fet servir diversos dialectes de l'amazic per a la realització del seu treball que vol ser un intent per anar cap a una llengua supradialectal, que ha estat enriquida amb un glossari religiós molt important i original perquè s'ha extret del fons lèxic amazic. Aquest traductor proposa unes traduccions de l'Alcorà perquè la majoria del poble que no domina la llengua àrab pugui apropiar-se’l en la seva pròpia llengua en benefici de llur fe. La traducció dels evangelis cap a l'amazic en la seva variant cabil ha estat publicada i difosa. La traducció d'aquests evangelis fou iniciada pel Pare J. Lanfry, on va caldre una intervenció sobre la llengua que quedava limitada a uns quants conceptes i termes com, per exemple, el nom que calia donar a la Verge Maria o bé a la Trinitat. Paraules que no existeixen en amazic. Es va acordar de crear, per exemple, a partir del mot aksum «carn» el mot equivalent al concepte «esdevenir carn», és a dir, Déu s'ha tornat carn, mitjançant el mot yesseksem; també partir de formes ja existents com la paraula tamsarit per dir «verge», que prové del mot sari i que, literalment, vol dir pur, però que s'utilitza en cabil per designar sovint l'oli d'oliva verge. En altres gèneres, com ara el teatre, s'han fet moltes traduccions i sobretot adaptacions; aquest fet és degut a la notable influència exercida per Kateb Yacine, que també era un home de teatre, en diverses generacions que van lluitar per defensar les llibertats democràtiques, el pluralisme polític i cultural. Es van traduir molts autors com ara Samuel Beckett, Txékhov, Brecht i Shakespeare. L'autor que ha marcat de manera més forta la cultura amaziga de la Cabília, amb les seves obres, ha estat, Mohia. Adaptació moderna, des de Les mil i una nits, passant per Brecht, i fins a Jean-Paul Sartre, amb les seves obres "Morts sense sepultura" i "La Prostituta Respectuosa". De manera general, s'han fet moltes traduccions del francès o de l'àrab cap a l'amazic, però a causa del retard de la llengua pel que fa a la terminologia, i algunes de les seves especificitats, també es troba en un procés d'estandardització i, per tant, és una llengua emergent. També a causa del seu retard en matèria de neologia. S'intentà la traducció de Harry Potter a l'amazic però calia crear una neologia, ja que, el món dels mags no existeix en l'imaginari del jove públic amazic. La traducció, al llarg del temps, ha marcat i ha apropat la cultura amaziga a les cultures que l'envolten. Es van fer molts treballs amb els primers estudiosos de l'amazic després de la conquesta francesa. En particular, Hanoteaux i Letourneaux que van deixar una immensa feina de recopilació de textos i de costums que van fixar, transcriure i traduir. D'altres van seguir, com ara Boulifa, Moliéras i Frobenius que van recollir, transcriure i traduir una desena de volums de contes essencials cap a l'alemany, cosa que va permetre que una part d'europeus poguessin descobrir la cultura amaziga. Avui en dia, la literatura moderna amaziga es tradueix cap a d'altres llengües com ara el francès i cap al català.

## Literats destacats
- Terenci: poeta i també traductor amazic de l'antiguitat, autor de la frase «Res humà no m’és estrany».
- Salem Zenia: és un poeta i novel·lista en llengua amaziga originari de Frèha (Tizi-Ouzou). El 1998 va fundar el diari Racines/Iz’uran, orientat a la promoció de la literatura amaziga, del qual continua sent el director. El 15 de juliol de 2005 rebé a París un diploma d'honor, atorgat per l'Associació Tamazgha, entitat de defensa i promoció de la llengua i la cultura amaziga, pel conjunt de la seva obra i per la seva aportació al desenvolupament i l'expansió de la literatura amaziga.[9][10]